# Astronesthes tanibe
Astronesthes tanibe is een  straalvinnige vissensoort uit de familie van Stomiidae. De wetenschappelijke naam van de soort is voor het eerst geldig gepubliceerd in 2001 door Parin & Borodulina.